# Eiaculazione precoce
L'eiaculazione precoce (in latino ejaculatio praecox) può essere definita come la difficoltà o incapacità da parte dell'uomo nell'esercitare il controllo volontario sull'eiaculazione.

## Epidemiologia
È considerata la disfunzione sessuale maschile più diffusa, anche se una quantificazione precisa della sua incidenza risulta estremamente difficoltosa, a causa della sua definizione non univoca. Secondo alcuni dati riferiti alla popolazione maschile statunitense sotto i quarant'anni, dal 30% al 70% degli individui avrebbero sofferto di eiaculazione precoce in qualche forma e in qualche caso. La maggior parte degli studi effettuati assegna alla disfunzione una percentuale di incidenza che va dal 20% al 30%, anche se, secondo alcuni studiosi, questi dati sono sottostimati, vista la bassa percentuale di uomini che si presentano ai centri medici per chiedere un trattamento.

## Classificazione
Viene distinta in primaria o secondaria rispettivamente se si è manifestata fin dall'inizio dell'attività sessuale del soggetto o se è intervenuta in un secondo momento, dopo un periodo di attività sessuale soddisfacente.
Si parla inoltre di disturbo generalizzato o situazionale a seconda che sia sempre presente nell'attività sessuale dell'uomo o soltanto per determinate situazioni, attività o partner.

## Diverse definizioni diagnostiche
Secondo una prima definizione proposta da Masters & Johnson un uomo soffre di eiaculazione precoce se eiacula prima che il partner raggiunga l'orgasmo in più della metà dei rapporti sessuali.
Nei successivi sviluppi scientifici della sessuologia, a questa definizione si sono susseguite altre interpretazioni del fenomeno che correlano la precocità dell'eiaculazione alla durata del rapporto sessuale, al numero di spinte coitali, alla percezione di controllo sull'eiaculazione, alla soddisfazione del partner e della coppia.
Una definizione diagnostica che utilizzi quale parametro di riferimento il raggiungimento dell'orgasmo del partner deve valutare l'eventuale presenza di una parallela disfunzione femminile dell'orgasmo che ne ritarda o ne rende impossibile il raggiungimento e che potrebbe rappresentare la reale difficoltà della coppia.
Nel 2005, secondo i principi della medicina basata su prove di efficacia, è stato proposto un modello interpretativo focalizzato sul tempo di latenza eiaculatoria intravaginale (IELT); si ritiene così di poter definire come affetto da eiaculazione precoce colui il quale eiacula, mediamente, in un tempo inferiore al minuto rispetto all'inizio della penetrazione. Appare tuttavia evidente come tale modello non sia sufficiente a contenere i numerosi casi di insoddisfazione di coppia associati ad una tempistica superiore al minuto ma ritenuta inadeguata dall'uomo e dalla/dal partner.
Attualmente la definizione diagnostica maggiormente sostenuta dalla sessuologia scientifica si centra sulla carente percezione e possibilità di controllo dell'individuo con eiaculazione precoce sui tempi del processo di eccitazione sessuale e quindi sul raggiungimento della soglia psicofisiologica di attivazione del riflesso eiaculatorio. A tale condizione deve associarsi l'insoddisfazione e il disagio soggettivo dell'uomo e/o della partner per potersi correttamente configurare una diagnosi di eiaculazione precoce.

## Eziologia
Le cause dell'eiaculazione precoce possono essere di tipo organico o di tipo psicologico ed emotivo, riguardando la storia e le caratteristiche individuali e in alcuni casi le dinamiche relazionali della coppia.
Le cause organiche possono essere riferite ad ipersensibilità del glande, eventualmente accentuata da anomalie anatomiche esterne come la fimosi e il frenulo del pene corto, oppure a processi infiammatori come prostatite e vescicolite.
In altri casi l'origine è di tipo psicologico e riguarda spesso un'errata abitudine psicofisiologica acquisita attraverso un'attività autoerotica condotta con fretta e frenesia nell'epoca adolescenziale, spesso per via di sensi di colpa latenti o della necessità di celare tale pratica agli adulti.
Alla difficoltà nel controllo dell'eiaculazione può inoltre contribuire il fenomeno dell'ansia da prestazione e una difficoltà più generale a gestire ed esprimere le emozioni.

## Trattamento

### Trattamento psicosessuologico
Il trattamento psicosessuologico consente lo sviluppo di una maggiore competenza nel gestire i tempi dell'orgasmo attraverso esercizi progressivi come quelli di Kegel e di "stop and start", tecniche di rilassamento e di consapevolezza corporea e altri strumenti psicoterapeutici all'interno di un percorso strutturato e personalizzato con il supporto di uno psicologo-sessuologo. Questi trattamenti generalmente risolvono il problema nella maggioranza dei casi.

### Trattamento farmacologico
Solo nei casi non responsivi al trattamento psicosessuologico e che comportano notevole stress per il paziente, si può ricorrere alla terapia farmacologica. I trattamenti farmacologici possono essere anche molto efficaci ma non offrono una soluzione definitiva e devono perciò essere somministrati o cronicamente o in alcuni casi al momento del rapporto. Questi prevedono l'uso di anestetici locali (come quelli a base di lidocaina), farmaci che agiscono a livello centrale come gli SSRI in particolare la dapoxetina (approvata specificatamente per il trattamento di questo disturbo) e la paroxetina, la clomipramina e la sulpiride (utilizzati comunemente come antidepressivi) e gli inibitori PDE5, come il sildenafil.
I rimedi farmacologici prevedono in primis l'uso di anestetici locali, in particolare in formulazione spray, a base di lidocaina e prilocaina. Lo spray, applicato localmente e lasciato asciugare per pochi minuti, induce un effetto leggermente anestetico che consente il protrarsi del rapporto, ritardando l’impulso eiaculatorio. 
Vi sono poi i farmaci che agiscono a livello centrale come gli SSRI che possono agevolmente aumentare la durata del rapporto di 6-20 volte, anche a seguito di una singola somministrazione, tuttavia la loro efficacia tende ad aumentare a seguito di somministrazione cronica. Questi effetti sul prolungamento dei tempi per raggiungere l'eiaculazione tendono inoltre a mantenersi nel tempo anche dopo la sospensione del farmaco.